# Cupha fergussonia
Cupha fergussonia är en fjärilsart som beskrevs av Hans Fruhstorfer 1904. Cupha fergussonia ingår i släktet Cupha och familjen praktfjärilar. Inga underarter finns listade i Catalogue of Life.